# Лібрантова
Лібрантова (пол. Librantowa) — село в Польщі, у гміні Хелмець Новосондецького повіту Малопольського воєводства.
Населення — 1192 особи (2011).

## Демографія
Демографічна структура станом на 31 березня 2011 року:
|          | Загалом | Допрацездатний вік | Працездатний вік | Постпрацездатний вік |
| -------- | ------- | ------------------ | ---------------- | -------------------- |
| Чоловіки | 577     | 168                | 376              | 33                   |
| Жінки    | 615     | 162                | 367              | 86                   |
| Разом    | 1192    | 330                | 743              | 119                  |